# Porsche 550
Pour les articles homonymes, voir Porsche et 550.
La Porsche 550 ou Porsche 550 Spyder ou 550 Carrera ou 550 RS est une voiture de compétition du constructeur automobile allemand Porsche. Elle est présentée au Mondial de l'automobile de Paris 1953, produite à 90 exemplaires jusqu'en 1957, et victorieuse de nombreuses courses automobiles internationales catégorie 1,5 L,.

## Histoire
Cette Porsche de compétition automobile succède aux Porsche Type 64 de 1938. Elle est déclinée des Porsche 356 de série de 1948 (et Porsche 356/4 SL Coupé n°46, victorieuse des 24 Heures du Mans 1951 catégorie 1,1 L) et des prototypes Glöckler-Porsche (de) no 4 de 1952, avec un châssis tubulaire de course abaissé très près du sol, une carrosserie monocoque allégée en alliage léger de 550 kg (du designer Volkswagen-Porsche Erwin Komenda) et un moteur à plat boxer quatre cylindres Fuhrmann-Motor à quatre arbres à cames en tête double corps 1,5 L de 110 ch, de Porsche 356 Carrera, pour 220 à 240 km/h de vitesse de pointe,,,.

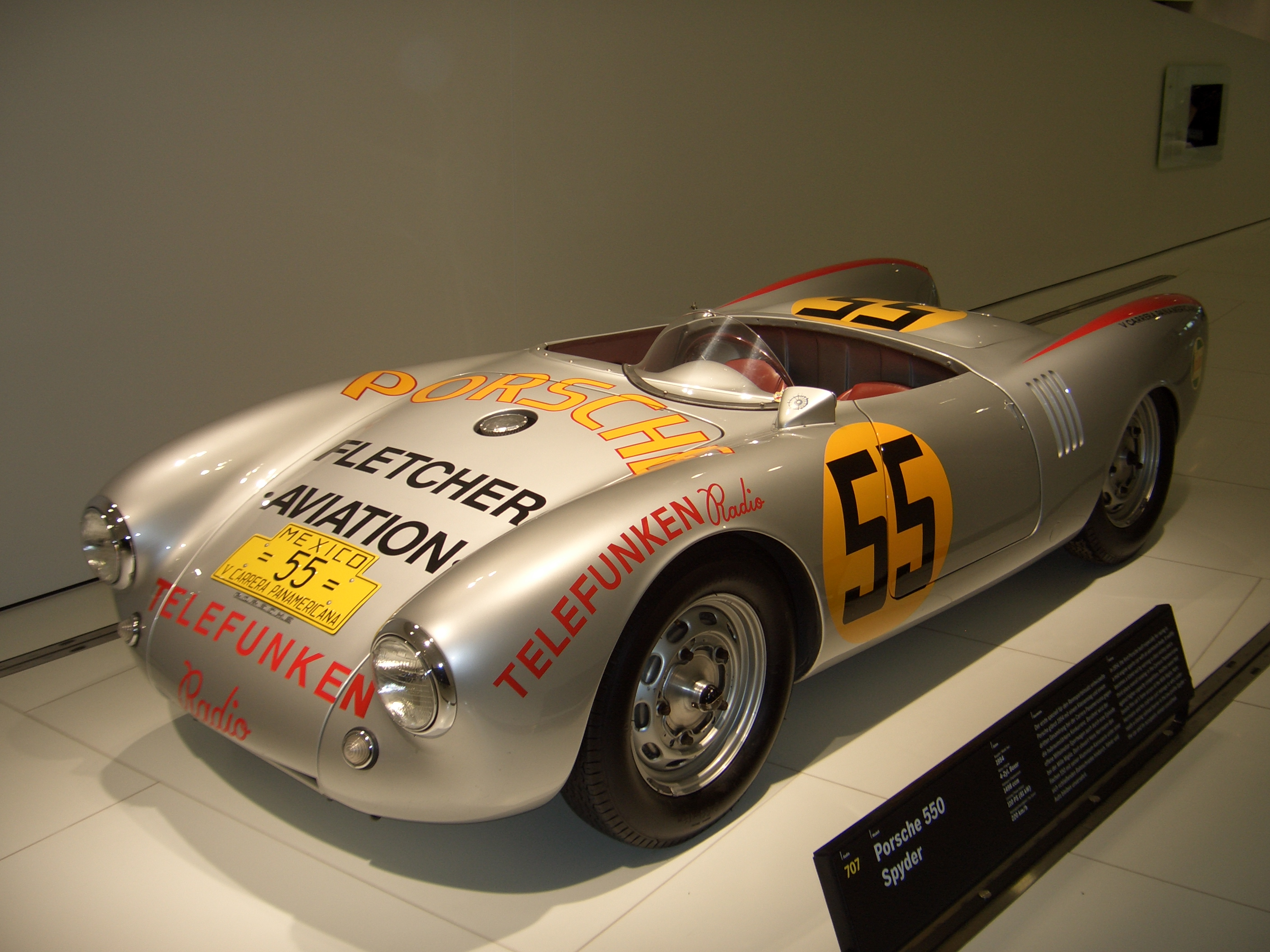
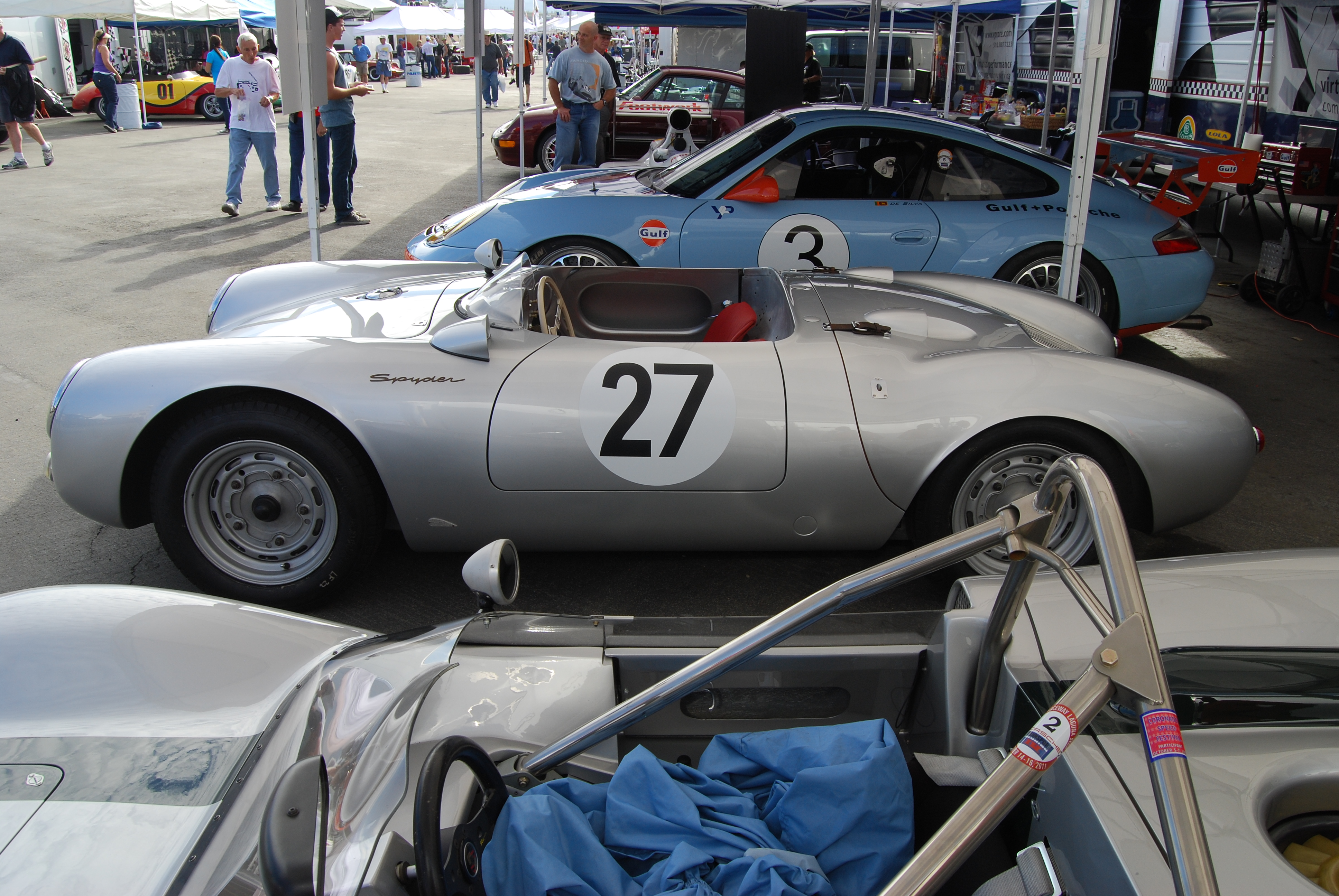
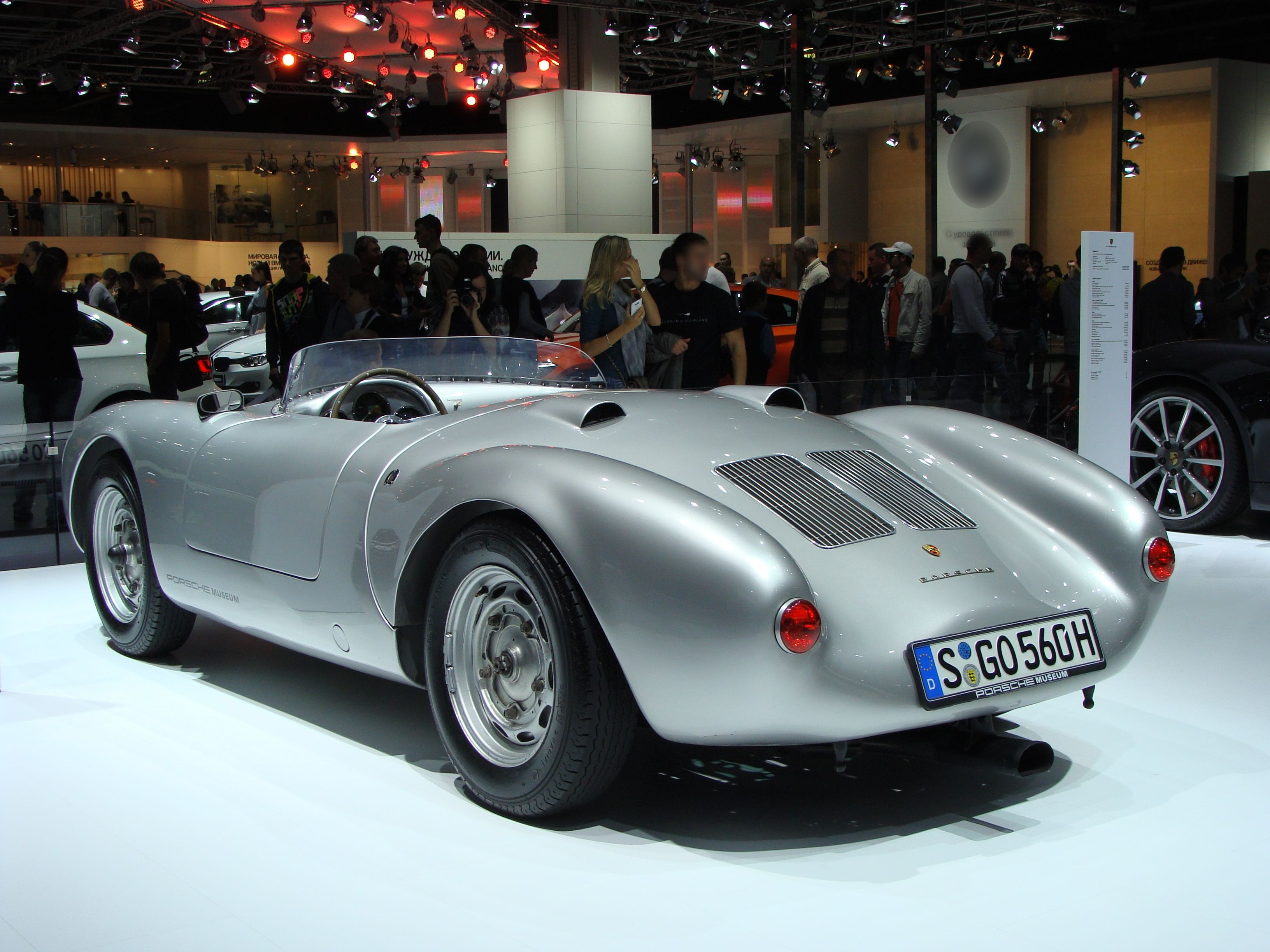

Ferry Porsche (fils héritier de Ferdinand Porsche) ajoute l'appellation « spyder » à ce modèle de sa conception en hommage au modèle Cisitalia 202 Spyder Mille Miglia de son ami Piero Dusio, dirigeant créateur et pilote du constructeur italien Cisitalia qui a versé une très importante caution pour libérer Ferdinand Porsche des prisons françaises où il était détenu jusqu'en 1949 pour crime de guerre de la Seconde Guerre mondiale (ce geste et le développement de leur Porsche Cisitalia 360 de Formule 1 à moteur V12 de 1947 faillit entraîner son entreprise à la faillite).

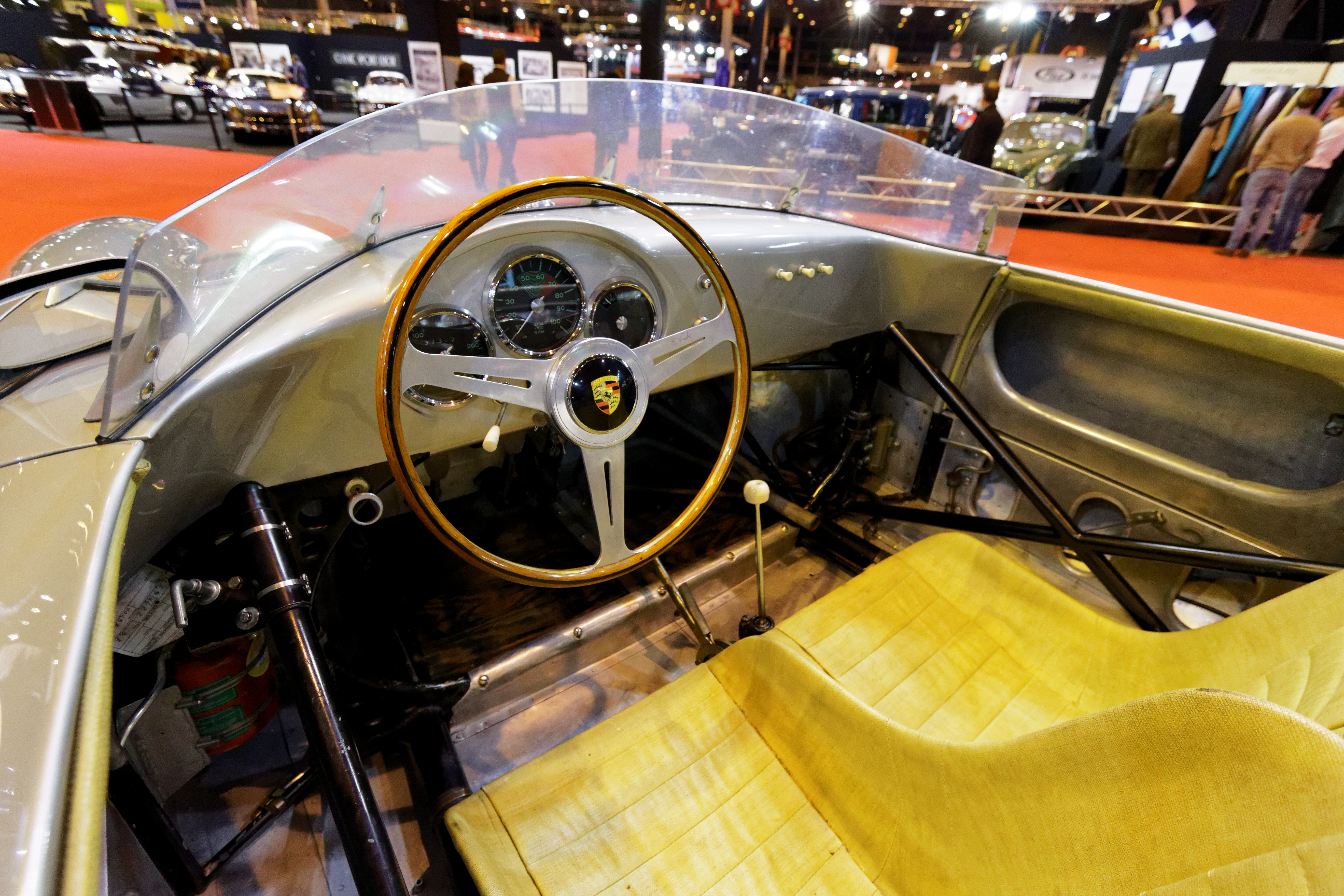
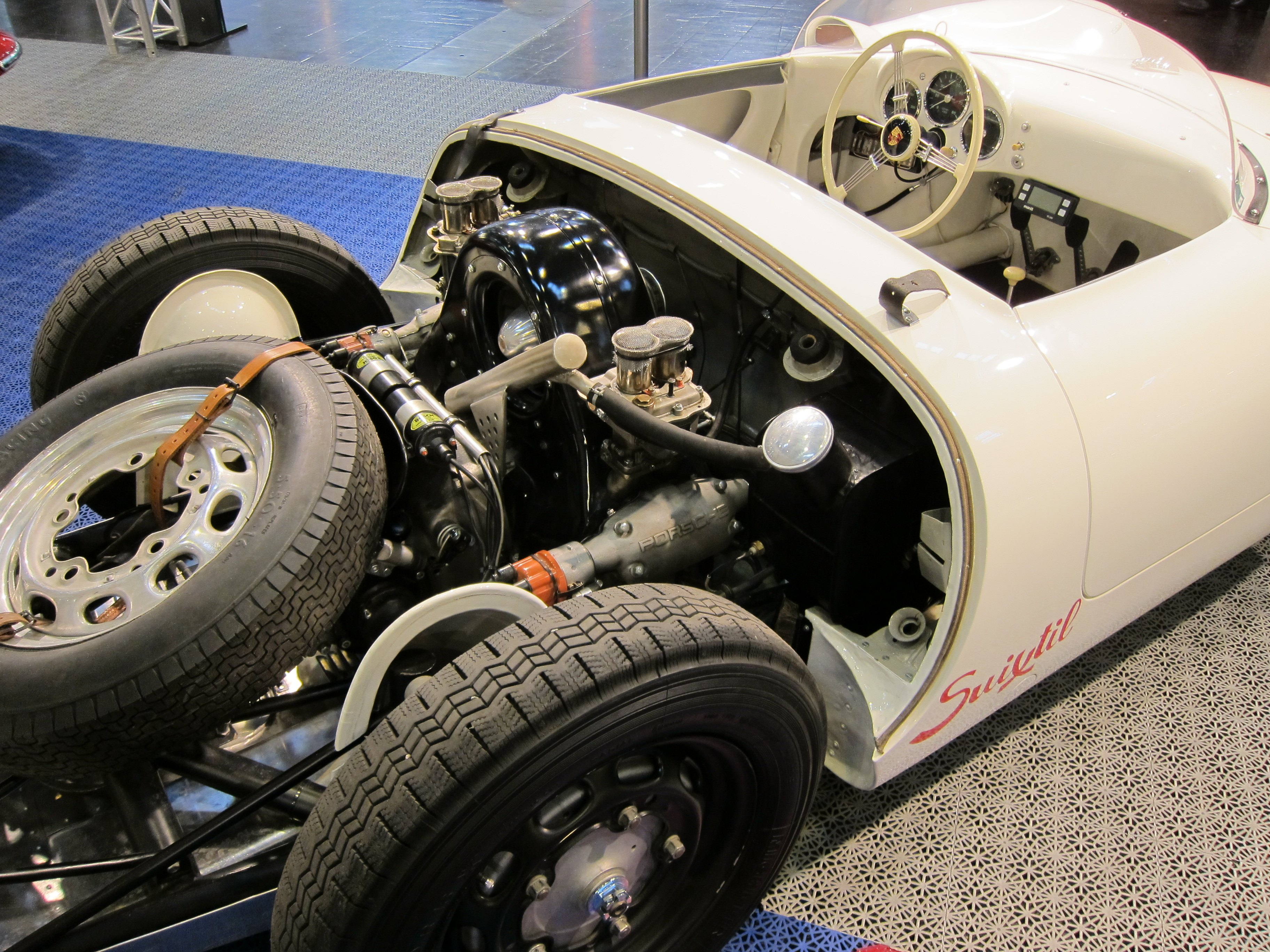
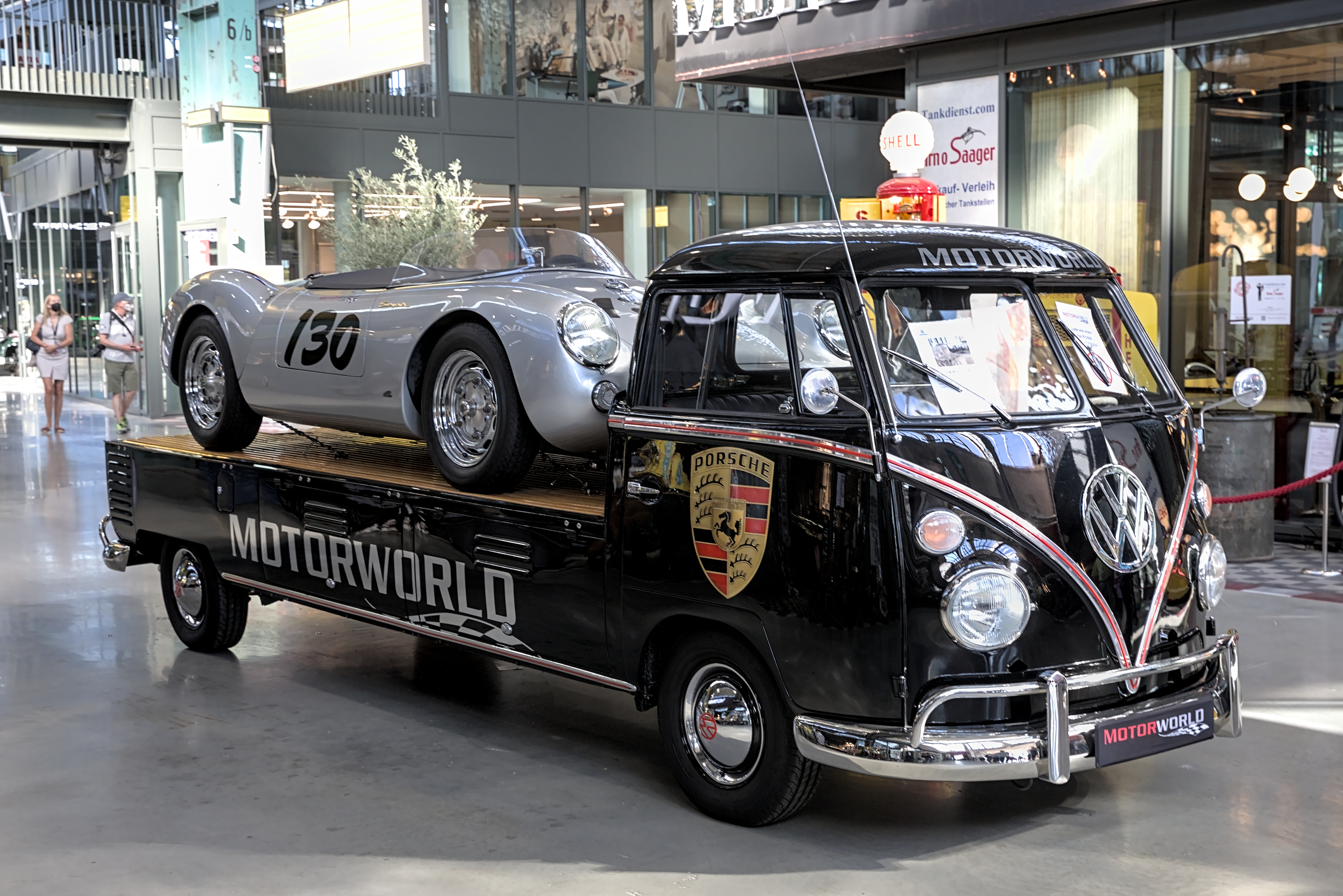

La 550 commence sa carrière de compétition cathégorie 1,5 L en version Coupé, avec les 15e et 16e places des 24 Heures du Mans 1953 (qu'elle remporte en 1954 avec un modèle "Spyder"), et gagne ses lettres de noblesse avec sa victoire de la Carrera Panamericana 1954 (catégorie 1,5 L) avec le pilote Hans Herrmann, qui remporte également les Mille Miglia avec la même voiture,. Elle remporte également entre autres la Targa Florio de 1956 avec le pilote Umberto Maglioli.
La Porsche 718 lui succède en 1957. Les Porsche Boxster de 1996 sont inspirées de son design.

## James Dean

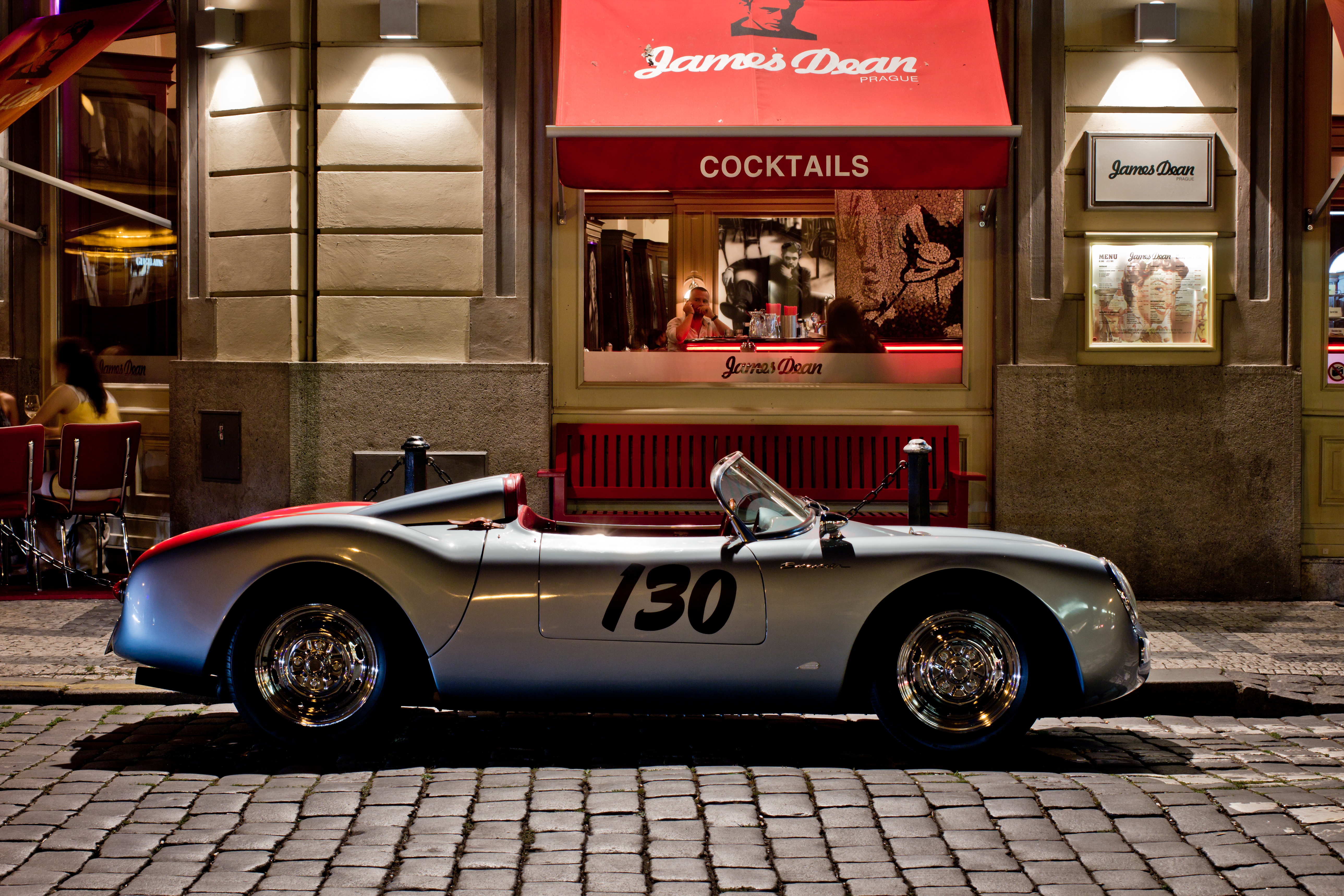

Le célèbre acteur américain James Dean (passionné de voitures de sport et de courses automobiles) disparaît tragiquement à l'âge de 24 ans, le 30 septembre 1955, à la fin du tournage du film Géant, lors d'un accident de voiture au volant de sa Porsche 550 Spyder Little Bastard no 130, sur la route California State Route 46 (en) entre Los Angeles et Salinas en Californie.

## Palmarès
La Porsche 550 remporte 95 des 370 courses auxquelles elle a participé, en Europe et en Amérique, en remportant en particulier (dans sa catégorie 1,5 L) les 24 Heures du Mans, la Targa Florio, les Mille Miglia, et la Carrera Panamericana : 

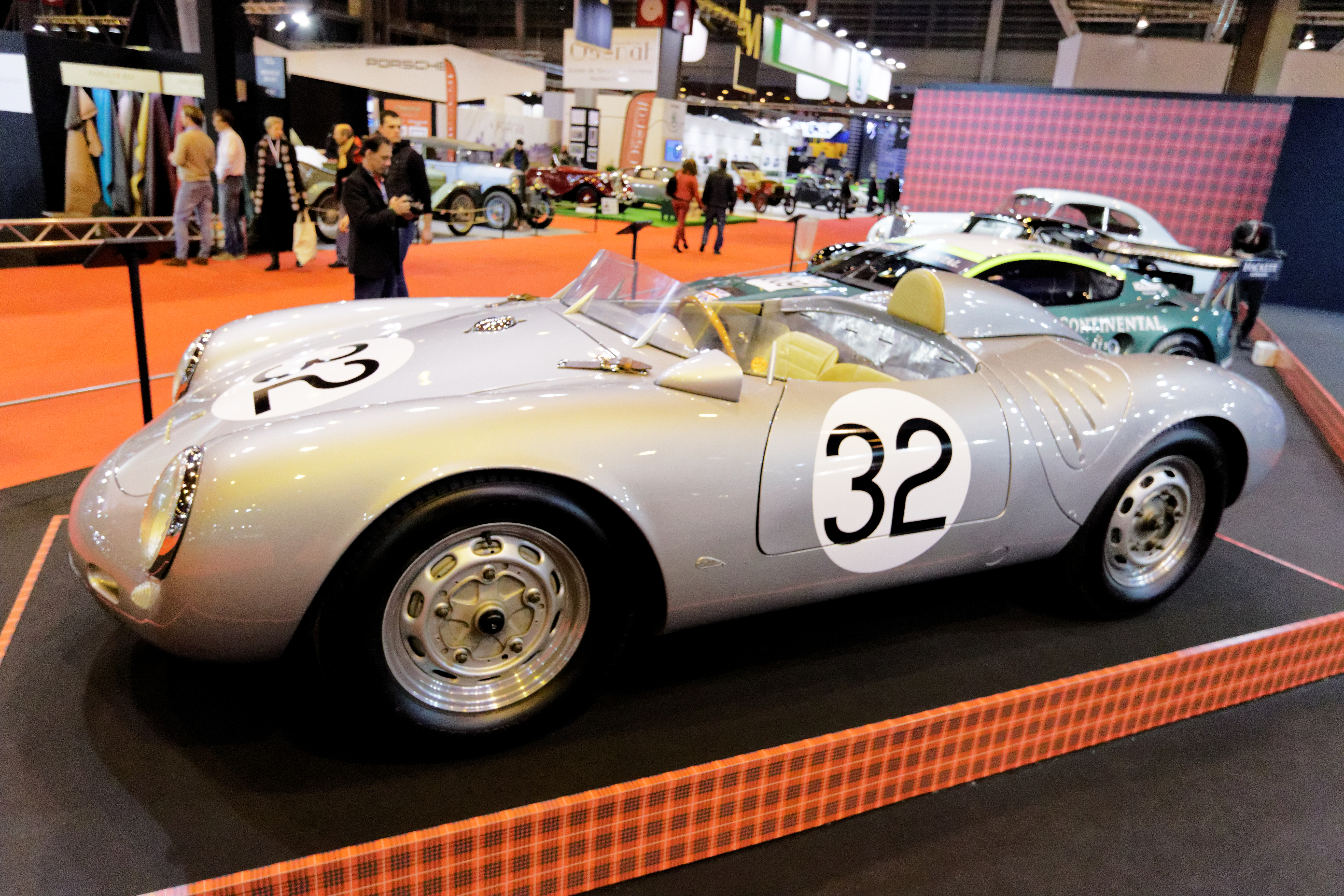
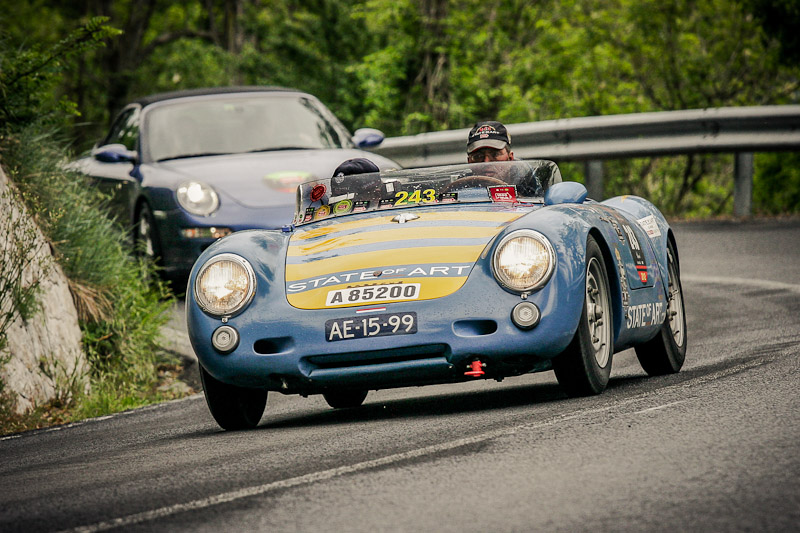
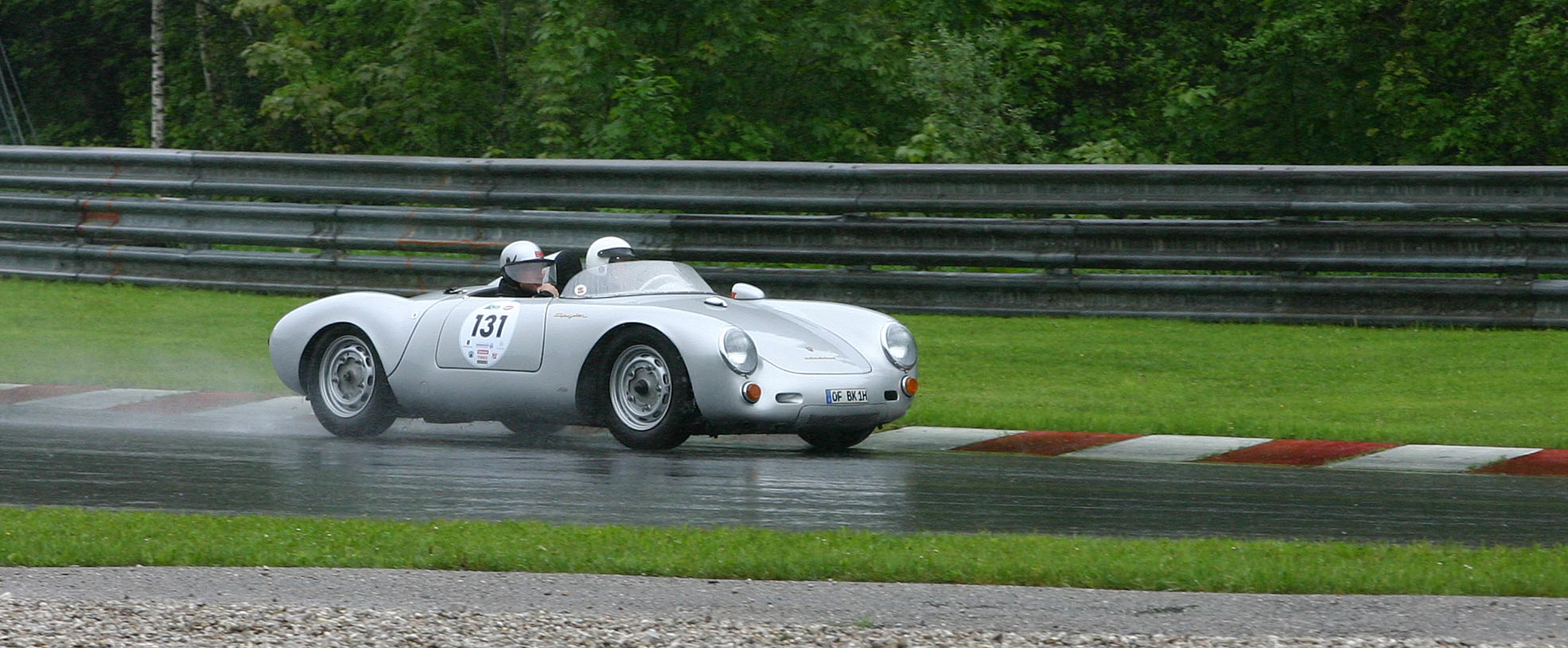
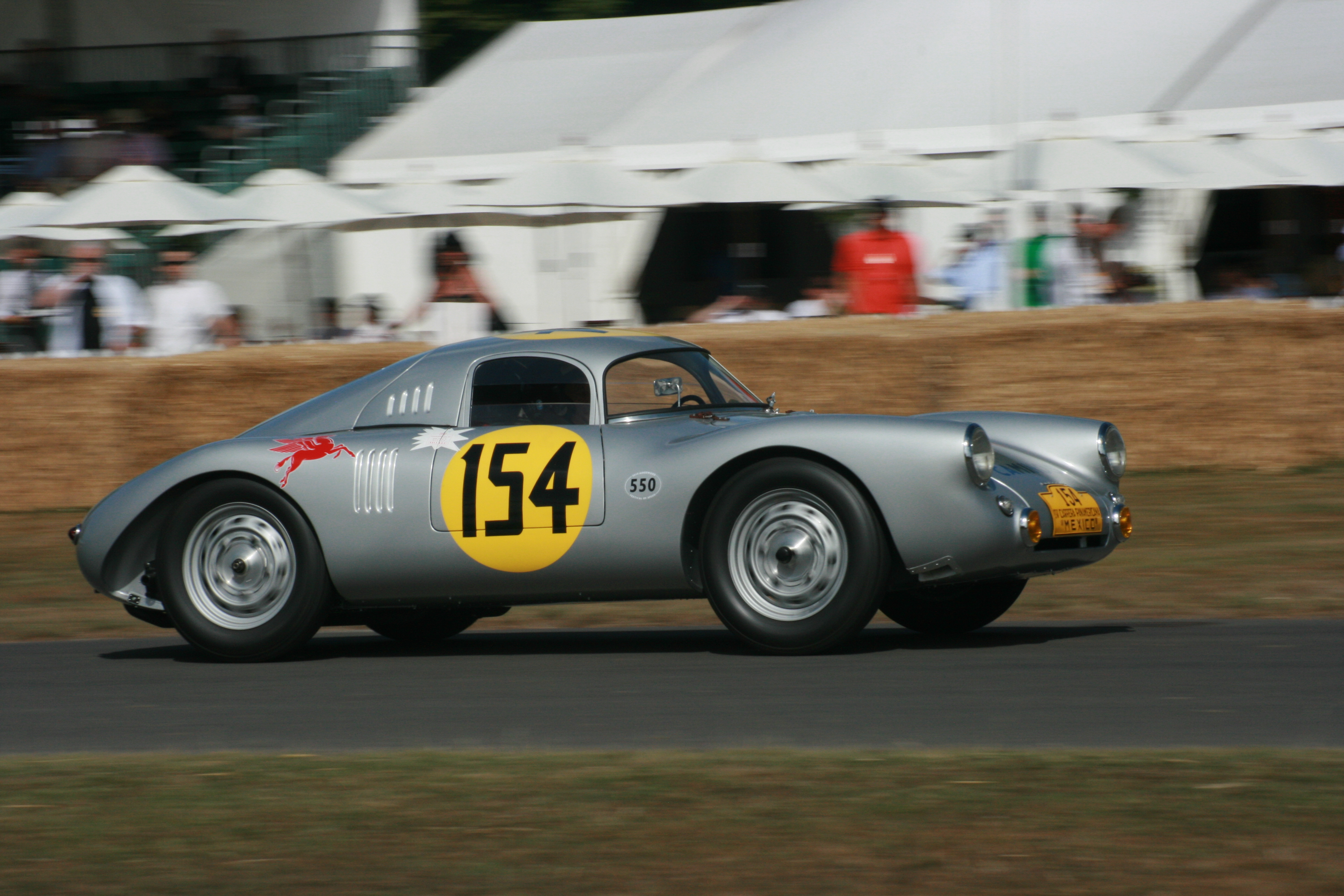

- 1960 et 1961 : Championnat d'Europe de la montagne catégorie voitures de sport  (Heini Walter).

- 1953 : Course de côte du Schauinsland (Hans Herrmann)
- 1954 : victoire 24 Heures du Mans 1954
- 1955 : SCCA National de Fort Pierce (Davies)
- 1955 : Grand Prix de Bordeaux  (Kurt Ahrens, 2e Marcel Balsa)
- 1955 : Bol d'or automobile (Veuillet / Olivier)
- 1955 : Circuit de Dieppe  (Storez)
- 1955 : Circuit d'Orléans  (Seidel)

- 1955 : Monsanto  (Moss)

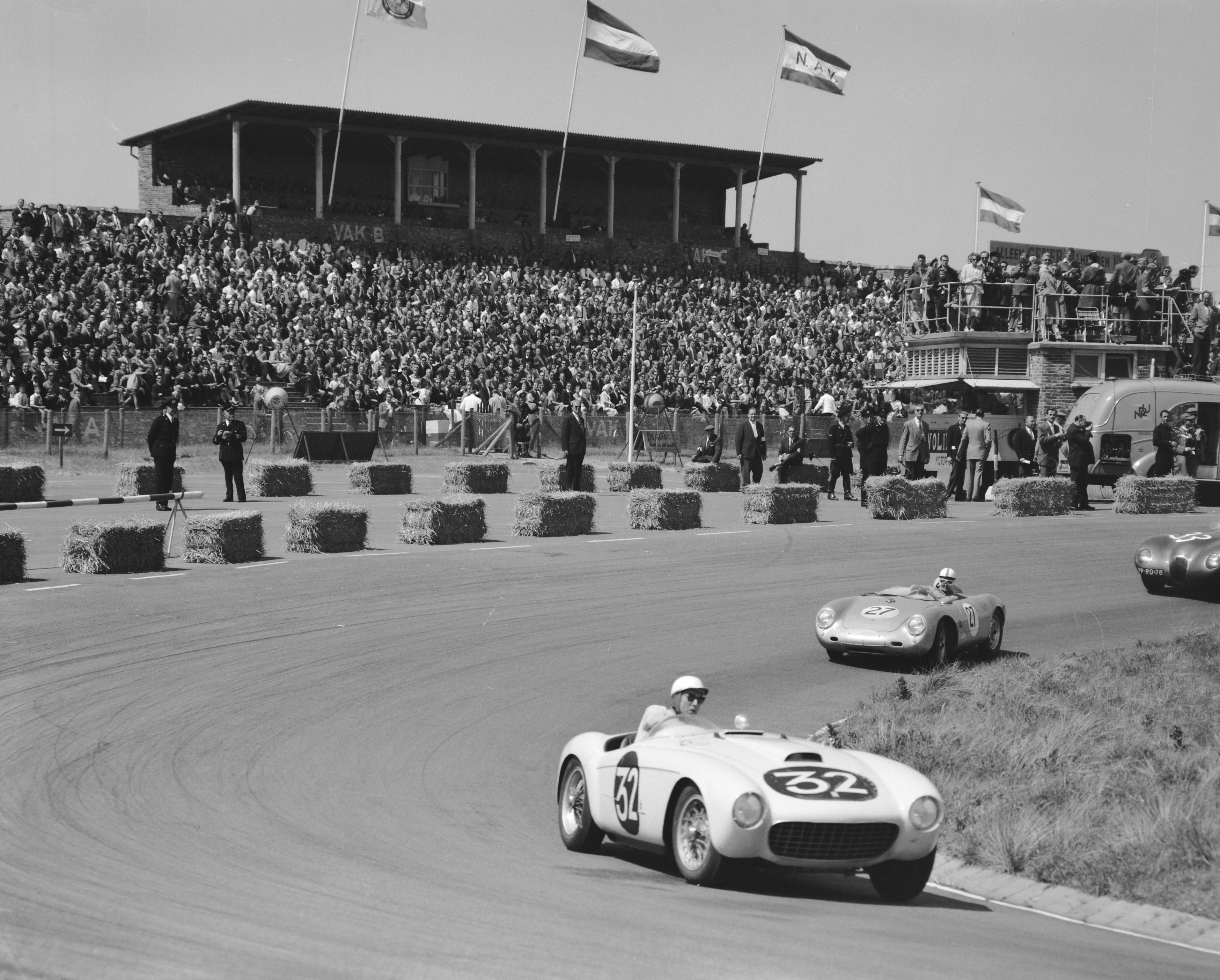

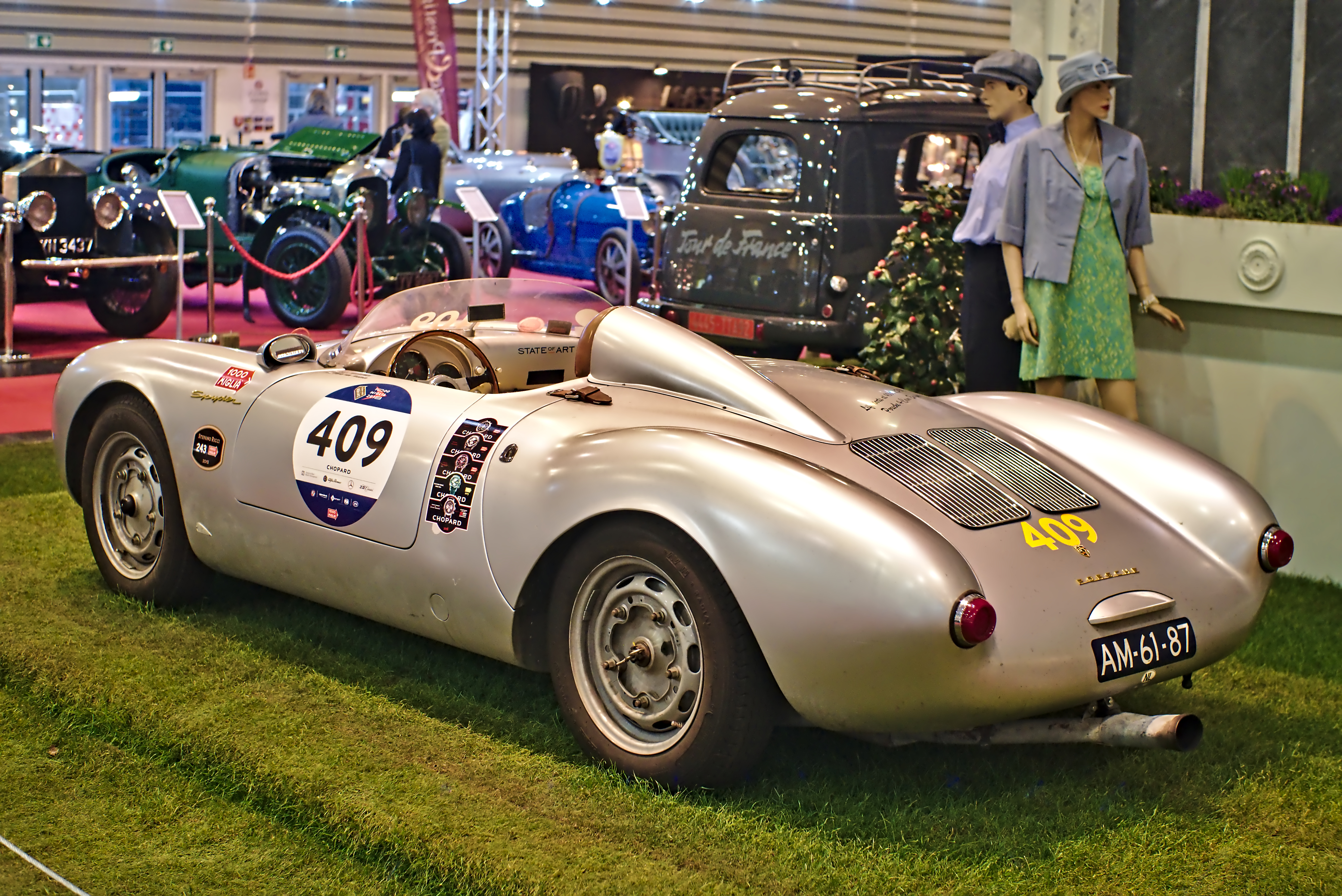

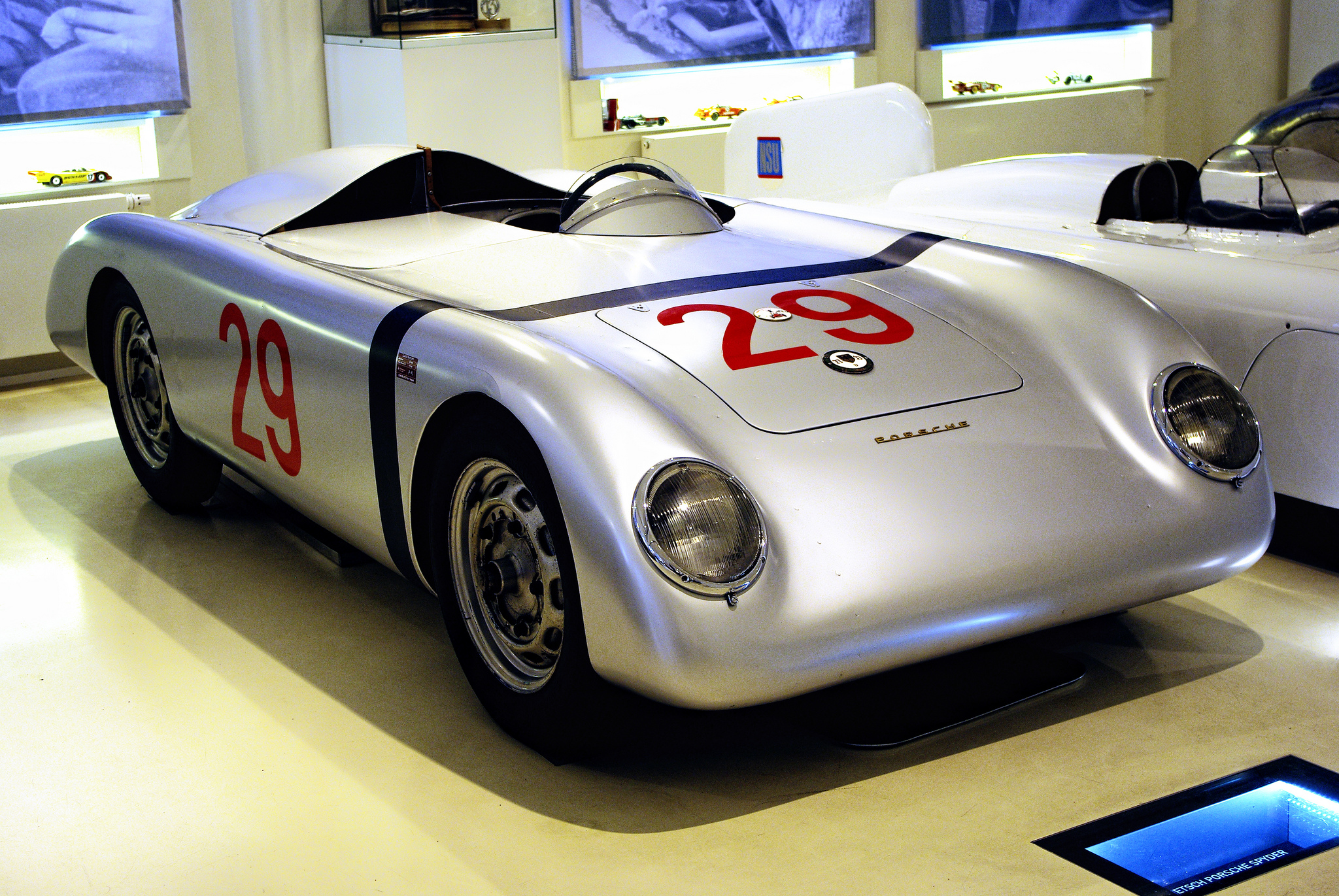
Porsche 356 Spyder Rometsch (1954)

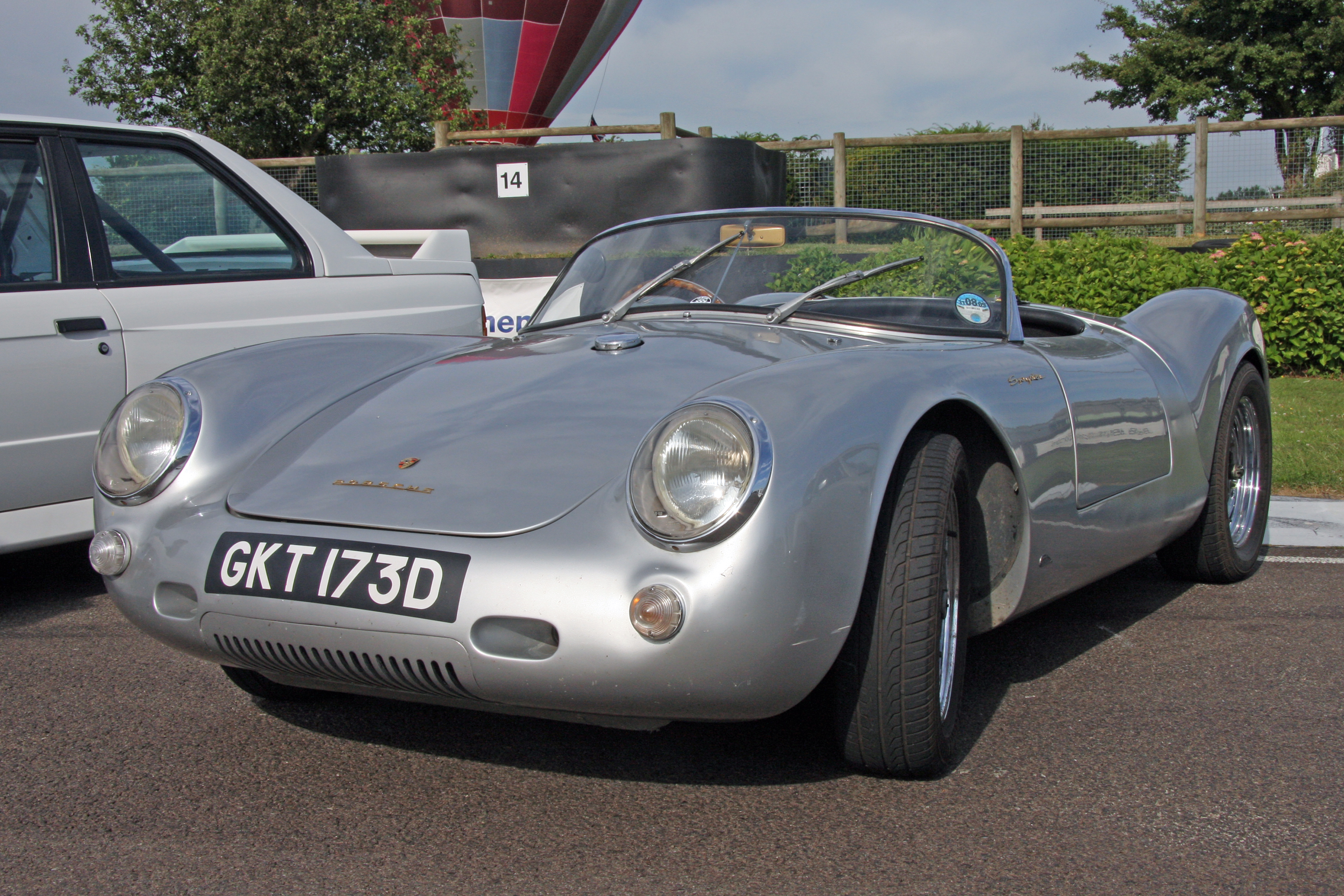
Réplique Technic 550 Spyder

- 1955 : National Zandvoort (Hezemans)
- 1955 : SCCA National de Watkins Glen  (Weldon)
- 1955 : Grand Prix de Berlin 1.5L  (Richard von Frankenberg)
- 1956 : Grand Prix de Ardmore  (Moss)
- 1956 : Gran Premio Nacional Sport de Madrid  (Nogueira)
- 1956 : SCCA National de Pebble Beach  (McAfee)
- 1956 : SCCA National de Cumberland(McAfee)
- 1956 : SCCA National de Eagle Mountain (Ginther)
- 1956 : SCCA National de Road America  (McAfee)
- 1956 : SCCA National de Beverly  (Crawford)
- 1956 : Solitude 1.5L  (Hermann)
- 1956 : Rheinland Nürburgring  (Hermann)
- 1956 : SCCA National Seafair  (McAfee)
- 1956 : SCCA National de Thompson  (Sagan)
- 1956 : 1 Heures de Thompson (Gregory)
- 1956 : SCCA National de Watkins Glen  (Conley)
- 1957 : SCCA National de Cumberland  (Wallace)
- 1957 : SCCA National de Road America  (Underwood)
- 1957 : SCCA National de Marlboro  (Holbert)
- 1957 : SCCA National de Virginia  (Wallace)
- 1957 : SCCA National de Montgomery (Underwood)
- 1957 : SCCA National de Watkins Glen  (McCluggage)
- 1957 : SCCA National de Watkins Glen 2 (Holbert)
- 1957 : Grand Prix d'Angola (Correira de Oliveira)
- 1957 : SCCA National de Bridgehampton (Wallace)
- 1957 : SCCA National de Virginia 2 (Wallace)
- 1957 : SCCA National de¨Palm Springs (McAfee)
- 1957 : SCCA National de¨Lacuna Seca (Weiss)
- 1957 : SCCA National de¨Riverside (McAfee)
- 1957 : Trophée du Gouverneur (Crawford)
- 1957 : Course de côte Turckheim - Trois-Épis (Walter)
- 1958 : 6 Heures de Venice  (Sheppard)
- 1958 : SCCA National de¨Cumberland (Sesslar)
- 1958 : SCCA National de¨Bridgehampton (Holbert)
- 1958 : SCCA National de¨Lime Rock (Holbert)
- 1958 : SCCA National de¨Road America (Sesslar)
- 1958 : 10 Heures de Messine (Heins / Strähle)
- 1958 : Tour de Calabre (Heins)
- 1958 : SCCA National de¨Montgomery (Holbert)
- 1958 : SCCA National de¨Watkins Glen (Holbert)
- 1958 : SCCA National de¨Palm Spring (McAfee)
- 1958 Course de côte Turckheim - Trois-Épis (Walter)
- 1959 : 4 Heures d'Almar (Sheppard / Schiedel)
- 1960 : 9 Heures de Johannesburg (Gous / Love)
- 1961 : 6 Heures d'Afrique du Sud (Gous / Astin)
- 1961 : 3 Heures de Miami (Sheppard)
- 1961 : Paul Whiteman Trophy de Daytona (Bencker)
- 1961 : 9 Heures de Kyalami (Gous / Love)
- 1962 : 6 Heures d'Afrique du Sud (Gous / Astin)
- 1962 : Grand Prix de Kyalami (Gous)